# Perizoma latifasciata
Perizoma latifasciata är en fjärilsart som beskrevs av W. Warren 1893. Perizoma latifasciata ingår i släktet Perizoma och familjen mätare. Inga underarter finns listade i Catalogue of Life.